# 외서초등학교 우서분교
외서초등학교 우서분교는 대한민국 경상북도 상주시 외서면 우산리에 있었던 초등학교이다.

## 연혁
- 1945년 4월 28일 외서서부공립국민학교 설립인가
- 1974년 3월 1일 우서국민학교로 교명 변경
- 1986년 3월 1일 전의분교장, 갈곡분교장 편입
- 1994년 3월 1일 전의분교장 폐교
- 1995년 3월 1일 갈곡분교장 폐교
- 1996년 3월 1일 우서초등학교로 개칭
- 1998년 3월 1일 외서초등학교 우서분교로 격하
- 1999년 9월 1일 폐교